# Apus cooki
El vencejo de Cook (Apus cooki) es una especie de ave apodiforme de la familia Apodidae que vive en  el sudeste asiático. Anteriormente se consideraba una subespecie del vencejo del Pacífico pero un estudio de 2011 condujo a muchos taxónomos a separar a esta especie del complejo de los vencejos de cola ahorquillada.

## Descripción
El vencejo de Cook tiene un tamaño similar al vencejo común, su plumaje es de color negro, con irisaciones verdosas, excepto su obispillo blanco. Además se distingue del vencejo común por su cola que es más ahorquillada y sus alas son más largas.

## Distribución y hábitat
El vencejo de Cook cría en acantilados y cuevas calizas de Birmania, Tailandia e Indochina. Es una especie migratoria de cortas distancias.